# فيضان سينت إليزابيث 1421

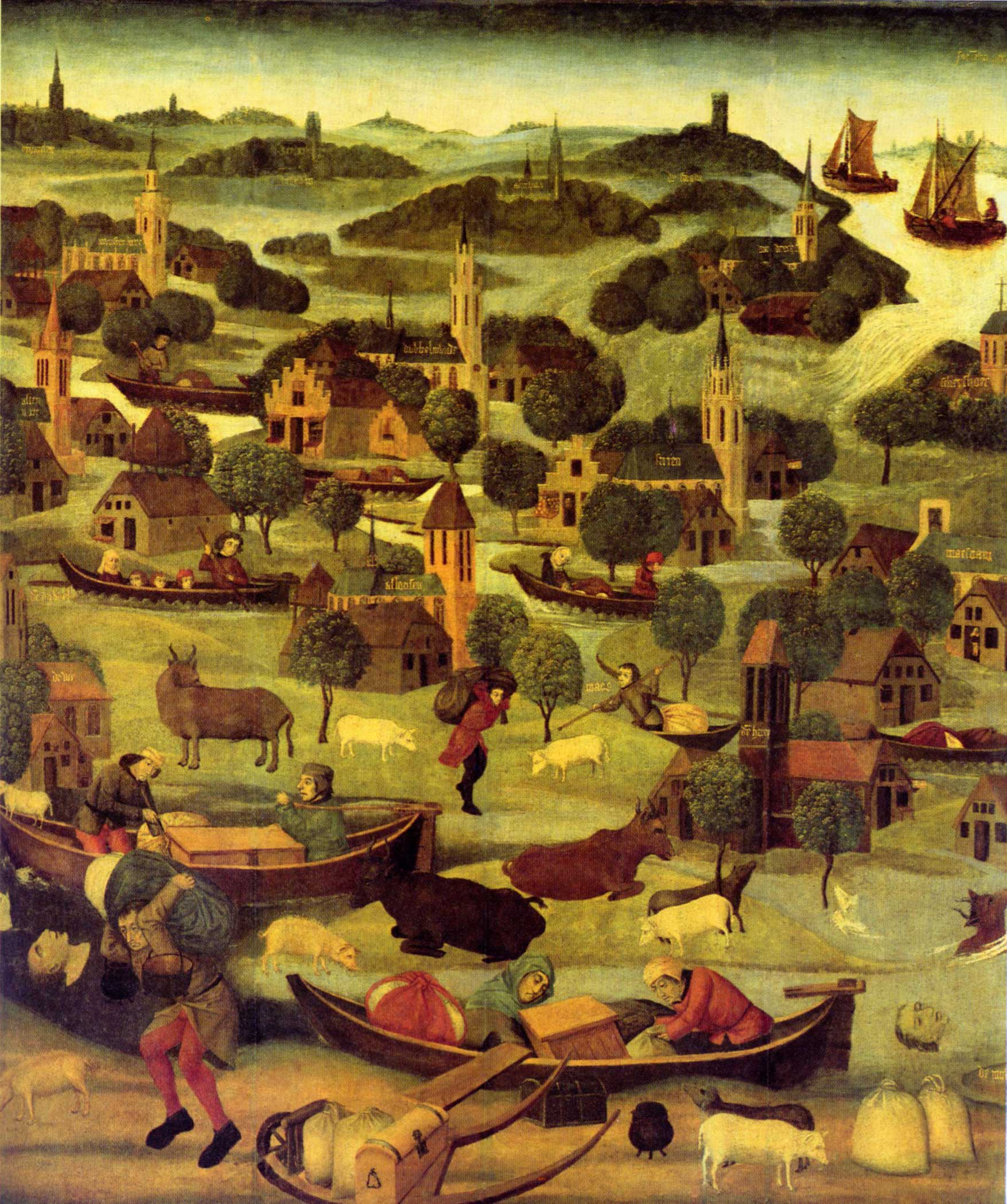
صورة إلى حد ما معاصرة تصف فيضان سينت إليزابيث

فيضان سانت اليزابيث 1421 كان فيضاناً أغرق منطقة في ما هو الآن هولندا. وقد تسمى باسم عيد القديسة إليزابيث من المجر الذي كان في السابق 19 نوفمبر. كما أنها تحتل المرتبة 20 في قائمة أسوأ فيضانات في التاريخ. ففي أثناء ليل 18 / 19 نوفمبر 1421 تسببت عاصفة شديدة بالقرب من ساحل بحر الشمال في كسر السدود في عدد من الأماكن، وغمرت مياه الفيضان أرض مستصلحة من البحر. وقد ابتلع عددًا من القرى، مما تسبب في وقوع إصابات بين 2.000 و10.000 مصاب. تسببت خروقات السد والفيضانات في دمار على نطاق واسع في زيلند وهولندا.